# Michał Sobeski
Michał Sobeski (ur. 3 września 1877 w Pleszewie, zm. 14 grudnia 1939 w Ostrowcu Świętokrzyskim) – profesor Uniwersytetu Poznańskiego, filozof, krytyk teatralny i publicysta.

## Życiorys

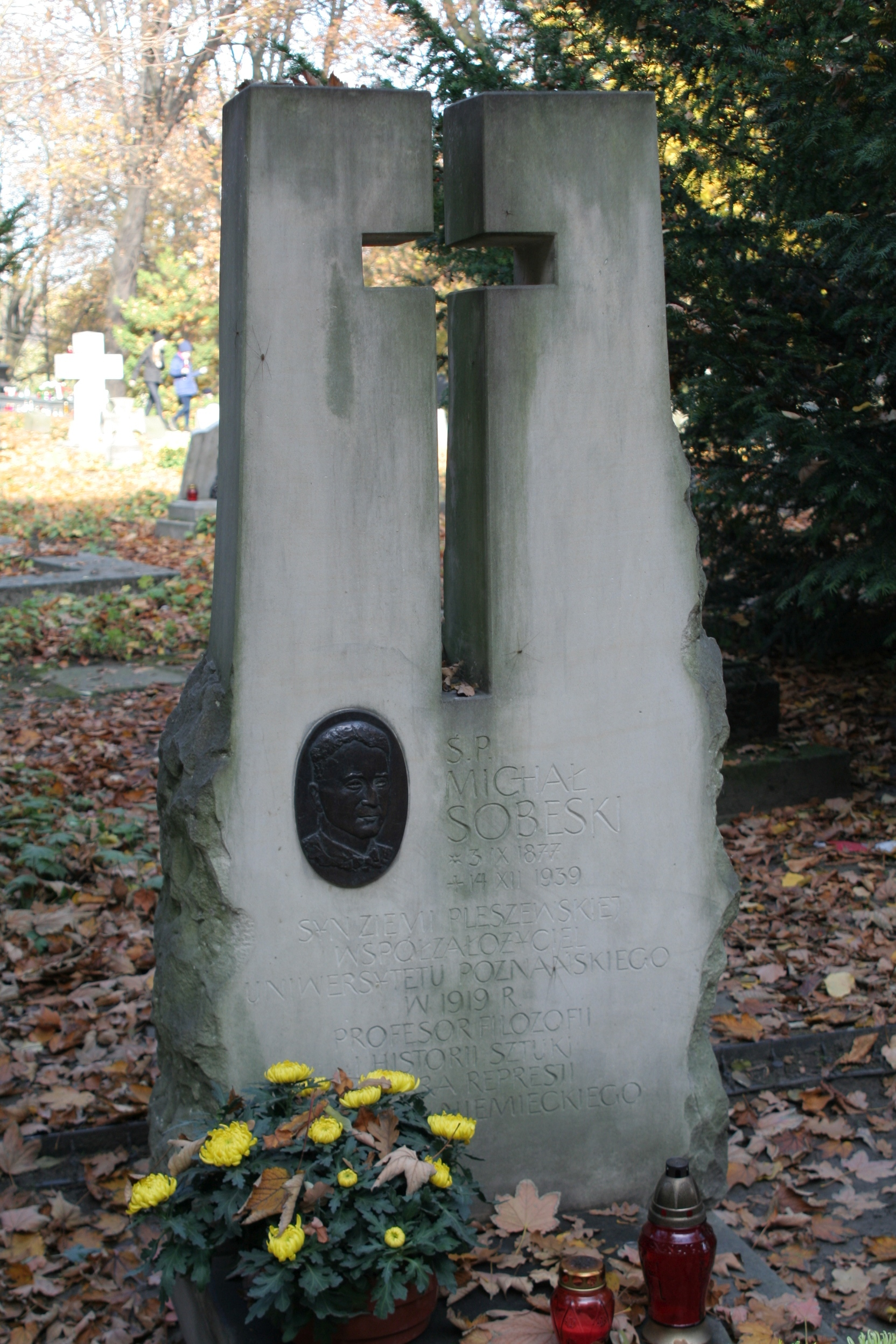
Grób Michała Sobeskiego na cmentarzu Zasłużonych Wielkopolan w Poznaniu

Urodził się w rodzinie ziemiańskiej, jako syn Edmunda Sobeskiego i Pauliny z Ulatowskich. Studiował filozofię i nauki przyrodnicze w Monachium, Berlinie, Lipsku, Wrocławiu i Getyndze. Pobierał również nauki w Genewie, Florencji, Rzymie i Paryżu. W 1902 roku ukończył chemię, rok później doktoryzował się z filozofii, z zakresu psychologii eksperymentalnej. 
Po habilitacji (1910) na Uniwersytecie Jagilellońskim z estetyki od 1913 r. wygłaszał odczyty i prowadził seminaria w Towarzystwie Wykładów Naukowych w Poznaniu. Od 1915 osiedlił się na stałe w Poznaniu. Od 1917 r. działał jako prelegent i sekretarz Wydziału Historyczno-Literackiego Poznańskiego Towarzystwa Przyjaciół Nauk. Tu rozpoczął współpracę z H. Święcickim, S. Kozierowskim i J. Kostrzewskim i doprowadził do utworzenia uniwersytetu polskiego w Poznaniu (1919), zwanego Wszechnicą Piastowską, który po wojnie w 1955 roku przemianowano na dzisiejszy Uniwersytet im. Adama Mickiewicza. Sam Sobeski został wybrany dziekanem wydziału filozoficznego. Prowadził też działalność dydaktyczną.
Prace filozoficzne Sobeskiego poświęcone są estetyce, filozofii sztuki i historii filozofii. Profesor pisał też wiersze, a także współpracował z czasopismami literackimi. Był też krytykiem teatralnym w kilku dziennikach. Zainicjował „mówiony miesięcznik”, czyli cykl spotkań intelektualistów. Działał też w Towarzystwie Okrągłego Stołu.
Michał Sobeski był dwukrotnie żonaty. Z pierwszą żoną, Ireną Goebel, miał syna Edwarda (ur. w 1912 r.), oficera kawalerii WP, który poległ w powstaniu warszawskim. Po raz drugi ożenił się w 1923 r. z Barbarą Starczewską. W 1939 internowany przez władze niemieckie i wywieziony do obozu przejściowego. 
Zmarł w Ostrowcu Świętokrzyskim, a pochowany został na cmentarzu Zasłużonych Wielkopolan w Poznaniu.

## Odznaczenia
- Krzyż Komandorski Orderu Odrodzenia Polski (1938)[2]

## Upamiętnienie
W 2017 został patronem ulicy na osiedlu Ogrody w Poznaniu.

## Wybrane publikacje
- Na marginesie don Kichota, 1919 (dostępna w zasobach ŚBC)
- Sztuka egzotyczna
- Filozofja sztuki: Dzieje estetyki, zagadnienie metody, twórczość artysty
- Malarstwo doby ostatniej: Ekspresjonizm i kubizm, Poznań, 1926 (dostępna w zasobach ŚBC)
- Interludia z pogranicza sztuki i filozofii Kraków; Warszawa, 1912 (dostępna w zasobach ŚBC)
- Uzasadnienie metody objektywnej w estetyce Kraków, 1910 (dostępna w zasobach ŚBC)
- Cieszkowskiego prolegomena do historyozofii, Warszawa; Kraków, 1910 (dostępna w zasobach ŚBC)